# A.G. Alfieri
La A.G. Alfieri era una  casa automobilistica italiana attiva tra il 1925 e il 1927.

## La Storia
Fondata a Milano da Giuseppe Alfieri, nonostante la breve esistenza, è entrata di diritto nella storia dell'automobile per aver realizzato delle sospensioni a ruote indipendenti, sistema del tutto innovativo per quei tempi.
Furono prodotti due modelli: Tipo 1 Sport, equipaggiato con un motore 4 cilindri in linea Chapuis-Dornier da 1094 cm3 e Tipo 2 Super Sport, dotato di un 4 cilindri Scap da 1074 cm3 con compressore Cozette.
L'azienda cessò l'attività nel 1927.